# Kielisznik (roślina)
Kielisznik (Calystegia R.Br.) – rodzaj roślin zielnych z rodziny powojowatych (Convolvulaceae), obejmujący około 25 gatunków. Rosną w zaroślach i na skrajach lasów, także na żwirowych i piaszczystych wybrzeżach (C. soldanella). Występują w strefie klimatu umiarkowanego obu półkul, rzadziej w tropikach. 13 gatunków rośnie w Kalifornii i są to endemity tego stanu, pozostałe gatunki są zwykle szerzej rozprzestrzenione; 6 rośnie w Chinach, 3 w Europie, 3 na Nowej Zelandii, pojedyncze gatunki spotykane są na pozostałych obszarach kontynentów amerykańskich, w Afryce Południowej, Australii i Azji. W Polsce rodzimym gatunkiem jest kielisznik zaroślowy (C. sepium), a jako antropofit zadomowiony rośnie kielisznik leśny (C. silvatica). Poza odrębnym C. soldanella wszystkie pozostałe gatunki na obszarach, w których zasięgi sąsiadujących gatunków nakładają się – tworzą formy przejściowe, w sumie opisano ok. 70 taksonów mieszańcowych o cechach pośrednich. Mimo efektownych kwiatów i pokroju raczej rzadko są uprawiane jako ozdobne ze względu na inwazyjność. Do wyjątków należy pełnokwiatowa forma C. hederacea.

## Morfologia

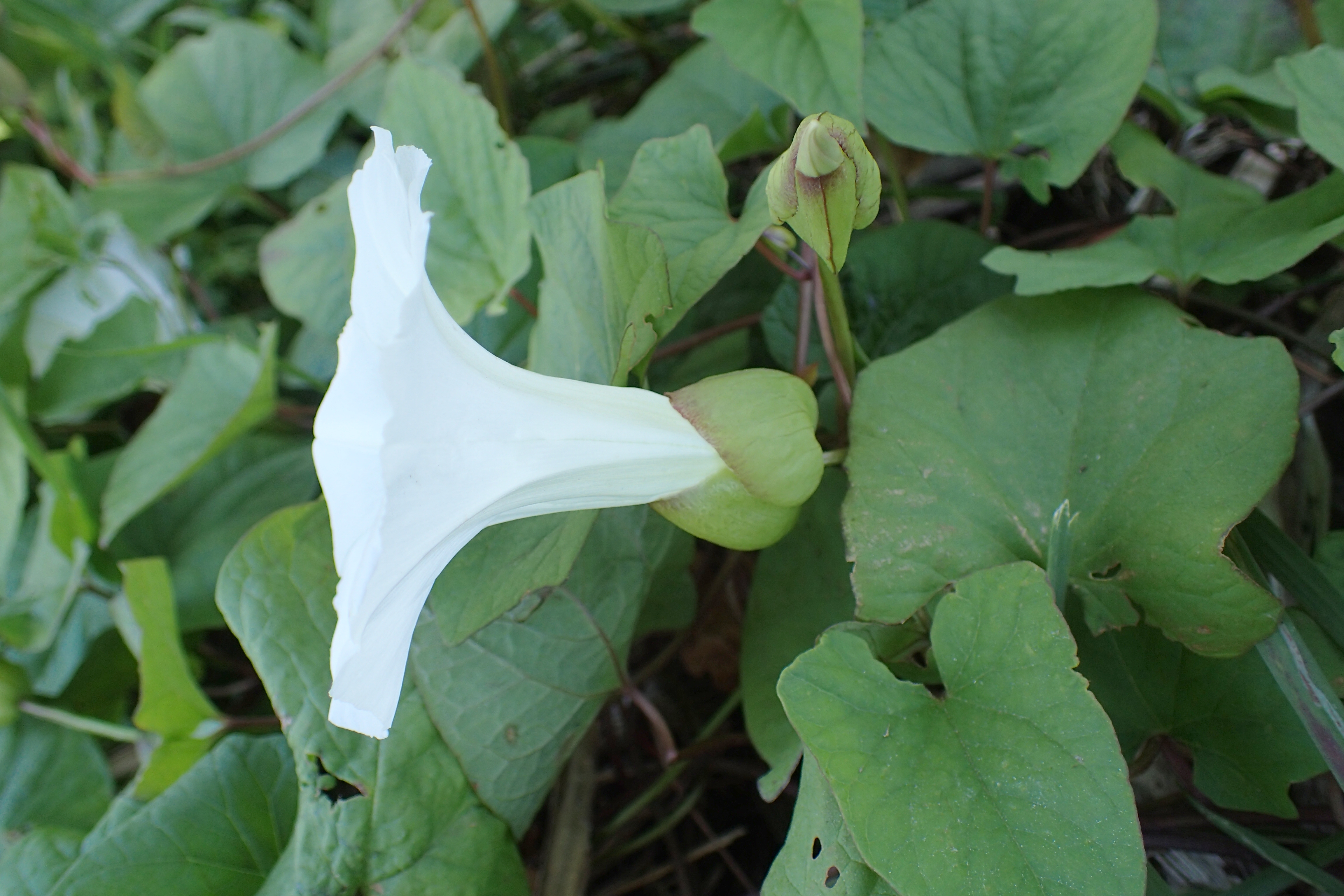
Kwiat kielisznika leśnego

PokrójZwykle pnące się zielne (rzadko drewniejące u nasady) byliny, o pędach osiągających zwykle do 5 m długości, płożących się lub pnących. Często z podziemnym kłączem. U roślin pnących łodyga wijąca się (zawsze w prawo), bez wąsów.
LiścieUlistnienie skrętoległe. Liście pojedyncze, krótkoogonkowe lub ogonkowe, o blaszce zwykle trójkątnej lub strzałkowatej
KwiatyWyrastają w wierzchotkach w kątach liści, zwykle pojedyncze, rzadziej po kilka. Kwiaty są promieniste, obupłciowe i 5-krotne. Na szypułkach kwiatowych, tuż poniżej kielicha znajdują się dwa podkwiatki podobne do jego działek. Zarówno one, jak i wolne działki kielicha są trwałe. Płatki korony są lejkowato zrośnięte, z wyraźnym paskiem biegnącym wzdłuż środków płatków. Mają barwę białą, żółtawą do różowej. Płatki skręcone są w pąku i u nasady posiadają miodniki. Pręcików jest 5, równej długości, o nitkach przylegających do szyjki słupka. Słupek pojedynczy z górną, jednokomorową zalążnią zawierającą 4 zalążki. Zwieńczony jest dwoma maczugowatymi znamionami.
OwoceKulistawe, nagie torebki zawierające cztery, stosunkowo okazałe nasiona.

## Systematyka
Rodzaj z rodziny powojowatych (Convolvulaceae), w obrębie której zaliczany jest do podrodziny Convolvuloideae i plemienia Convolvuleae. Do plemienia należą poza nim dwa rodzaje: Convolvulus – powój (szeroko rozprzestrzeniony na świecie) i Polymeria (rodzaj endemiczny dla Australii). Rodzaj Calystegia jest monofiletyczny, ale zagnieżdżony wewnątrz rodzaju Convolvulus, czyniąc z niego rodzaj parafiletyczny. Dla poprawnego odzwierciedlenia relacji filogenetycznych konieczne będzie albo włączenie gatunków z rodzaju Calystegia do Convolvulus, albo podzielenie tego drugiego na kilka rodzajów.
Wykaz gatunków
- Calystegia atriplicifolia Hallier f.
- Calystegia catesbeiana Pursh
- Calystegia collina (Greene) Brummitt
- Calystegia fulcrata (A. Gray) Brummitt
- Calystegia hederacea Wall. – kielisznik bluszczowaty[11]
- Calystegia inflata G. Don
- Calystegia longipes (S. Watson) Brummitt
- Calystegia × lucana G. Don
- Calystegia macounii (Greene) Brummitt
- Calystegia macrostegia (Greene) Brummitt
- Calystegia malacophylla (Greene) Munz
- Calystegia occidentalis (A. Gray) Brummitt
- Calystegia peirsonii (Abrams) Brummitt
- Calystegia pellita (Ledeb.) G. Don
- Calystegia polymorpha (Greene) Munz
- Calystegia pubescens Lindl.
- Calystegia purpurata (Greene) Brummitt
- Calystegia sepium (L.) R. Br. – kielisznik zaroślowy
- Calystegia sericata (House) C.R. Bell
- Calystegia silvatica (Kit.) Griseb. – kielisznik leśny
- Calystegia soldanella (L.) R. Br.
- Calystegia spithamaea (L.) Pursh
- Calystegia stebbinsii Brummitt
- Calystegia subacaulis Hook. & Arn.
- Calystegia tuguriorum R. Br. ex Hook. f.